# George Sylvain
Pour les articles homonymes, voir Sylvain.
George Sylvain (28 août 1819-25 février 1891) fut un marchand et homme politique municipal et fédéral du Québec.

## Biographie
Né à Saint-Vallier dans le Bas-Canada, il entre dans le domaine du bois en travaillant pour la William Price Company basée à Montmagny. Il est ensuite responsable d'une nouvelle installation dans la région du Bic, ainsi que de quelques scieries dans le Bas-Saint-Laurent. Installé à Bic, il devint lieutenant de la milice locale ainsi que maître des postes. Devenu maire de la localité de 1855 à 1874 et de 1875 à 1876, il servit également comme vice-consul de la Norvège et de la Suède dans cette région. En 1861, il fit son entrée à l'Assemblée législative de la province du Canada en représentant la région de Rimouski. Réélu en 1863 et dans la nouvelle circonscription de Rimouski en 1867, il fut défait en 1872. De 1887 à sa mort à Rimouski en 1891, il fut agent des territoires de la Couronne 